# El crepuscle del samurai
El crepuscle del samurai (títol original: The Twilight Samurai o Tasogare Seibei (たそがれ清兵衛) és una pel·lícula japonesa dirigida per Yoji Yamada, estrenada l'any 2002. Ha estat doblada al català.

## Argument
Japó, mitjans del segle xix. Seibei Iguchi és un samurai de baix rang que treballa com a buròcrata. Vidu, la seva dona va morir d'una terrible malaltia, Seibei educa amb pocs mitjans les seves dues filles, a les quals adora i s'ocupa com pot de la seva mare, una vella que ha perdut el cap, per la qual cosa es veu obligat a fer altres treballs per poder tirar endavant. Una nova oportunitat es presenta a la seva vida quan s'assabenta que Tomoe, el seu amor de sempre, s'ha divorciat del seu cruel marit. No obstant això, el rígid codi d'honor dels samurais el lligarà de peus i mans.

## Repartiment
- Hiroyuki Sanada: Seibei Iguchi
- Rigui Miyazawa: Tomoe Iinuma
- Nenji Kobayashi: Choubei Kusaka
- Ren Osugi: Toyotarou Kouda
- Mitsuru Fukikoshi: Michinojo Iinuma
- Hiroshi Kanbe: Naota
- Miki Itō: Kayana Iguchi
- Erina Hashiguchi: Ito Iguchi
- Reiko Kusamura: la mare d'Iguchi
- Min Tanaka: Zenemon Yogo
- Keiko Kishi: Ito Iguchi, de vella
- Tetsurō Tamba: Tozaemon Iguchi

## Al voltant de la pel·lícula
- El film està inspirat en tres novel·les, Tasogare Seibei (たそがれ清兵衛), Takemitsu Shimatsu (竹光始末) i Hoito Sukehachi (祝い人助八) de Shūhei Fujisawa.
- "D'una gran bellesa plàstica, il·lustrativa d'una tristesa entre desoladora i enternidora"[3]

## Premis i nominacions
- Premi Nikkan Esports Film 2002: millor film
- Premi Mainichi a la millor pel·lícula 2002
- Premi a la millor pel·lícula de la Japanese Academy 2002
- Premi a la millor pel·lícula asiàtica en els Hong Kong Film Awards 2004
- Nominació a l'Oscar a la millor pel·lícula de parla no anglesa l'any 2004